# Salomó (mestre dels soldats)
Salomó   (Dara, segle V - Kasserine, 544) (en grec: Σολομών) va ser un general de l'Imperi Romà Oriental nascut al nord de Mesopotàmia, que es va distingir com a comandant a la Guerra Vandàlica entre el 533 i el 534 i a les guerres romano-amazigues. Va passar la major part de la dècada següent a l'Àfrica com a governador general, combinant el càrrec militar de magister militum amb el càrrec civil de prefecte del pretori. Salomó va afrontar amb èxit la primera etapa de la revolta amazic, però es va veure obligat a fugir després d'un motí de l'exèrcit a la primavera del 536. El seu segon mandat a l'Àfrica va començar el 539 i va estar marcat per victòries sobre els amazics, cosa que va conduir a la consolidació de la posició bizantina. Van seguir uns quants anys de prosperitat, però van ser interromputs per la revifada de la revolta amazic i la derrota i mort de Salomó a la batalla de Cíl·lium el 544.

## Biografia
Salomó va néixer, probablement cap al 480/490, a la fortalesa d'Idriphthon, al districte de Solachon, prop de Dara, a la província de Mesopotàmia. Es va convertir en eunuc com a resultat d'un accident durant la seva infància, no per una castració deliberada. Salomó tenia un germà, Bacus, que es va fer sacerdot. Bacus va tenir tres fills, Cirus, Sergi i Salomó, que més tard es van convertir en oficials militars a l'Àfrica sota el seu oncle; Sergi també va succeir a Salomó com a governador d'Àfrica després de la mort d'aquest últim. Se sap poca cosa de la carrera inicial de Salomó, excepte que va servir sota el dux de Mesopotàmia, Felicissimus, potser ja des de l'arribada d'aquest últim al càrrec el 505/6. Certament, l'any 527, quan va entrar al servei de Belisari, Salomó era considerat un oficial experimentat. Potser és en aquest moment que va ser nomenat domesticus de Belisari, o cap d'estat major, càrrec amb què l'esmenta l'historiador Procopi l'any 533, abans de l'inici de la campanya contra el Regne Vàndal del Nord d'Àfrica.

### Primer mandat a l'Àfrica
Abans que l'expedició salpés de Constantinoble, Salomó va ser nomenat un dels nou comandants dels regiments de foederati. No s'esmenta a la narració de Procopi durant la campanya posterior, però probablement va participar en la decisiva batalla d'Ad Decimum el 13 de setembre de 533, que va obrir el camí cap a la capital vàndala de Cartago. Després de la captura de Cartago, Belisari va enviar Salomó de tornada a Constantinoble per informar l'emperador Justinià I (r. 527–565) del progrés de la campanya. Salomó va romandre a la capital fins a la primavera del 534, quan Justinià el va enviar de tornada a l'Àfrica per substituir Belisari com a comandant militar suprem de la nova prefectura pretoriana d'Àfrica.  La marxa de Belisari va fer que moltes tribus amazics de l'interior entenguessin que els pactes assolits amb ell quedaven anul·lats i es van revoltar contra el domini imperial, abans que els romans tinguessin temps de reforçar el seu control sobre la província, iniciant així les guerres romano-amazigues. Com a resultat, Belisari va deixar la majoria dels seus bucellarii, contractats per ell enrere, i l'emperador Justinià va enviar reforços addicionals. Aviat (en algun moment de la tardor del 534), l'emperador Justinià també va investir Salomó amb el càrrec civil de prefecte del pretori, substituint el vell Arquelau.

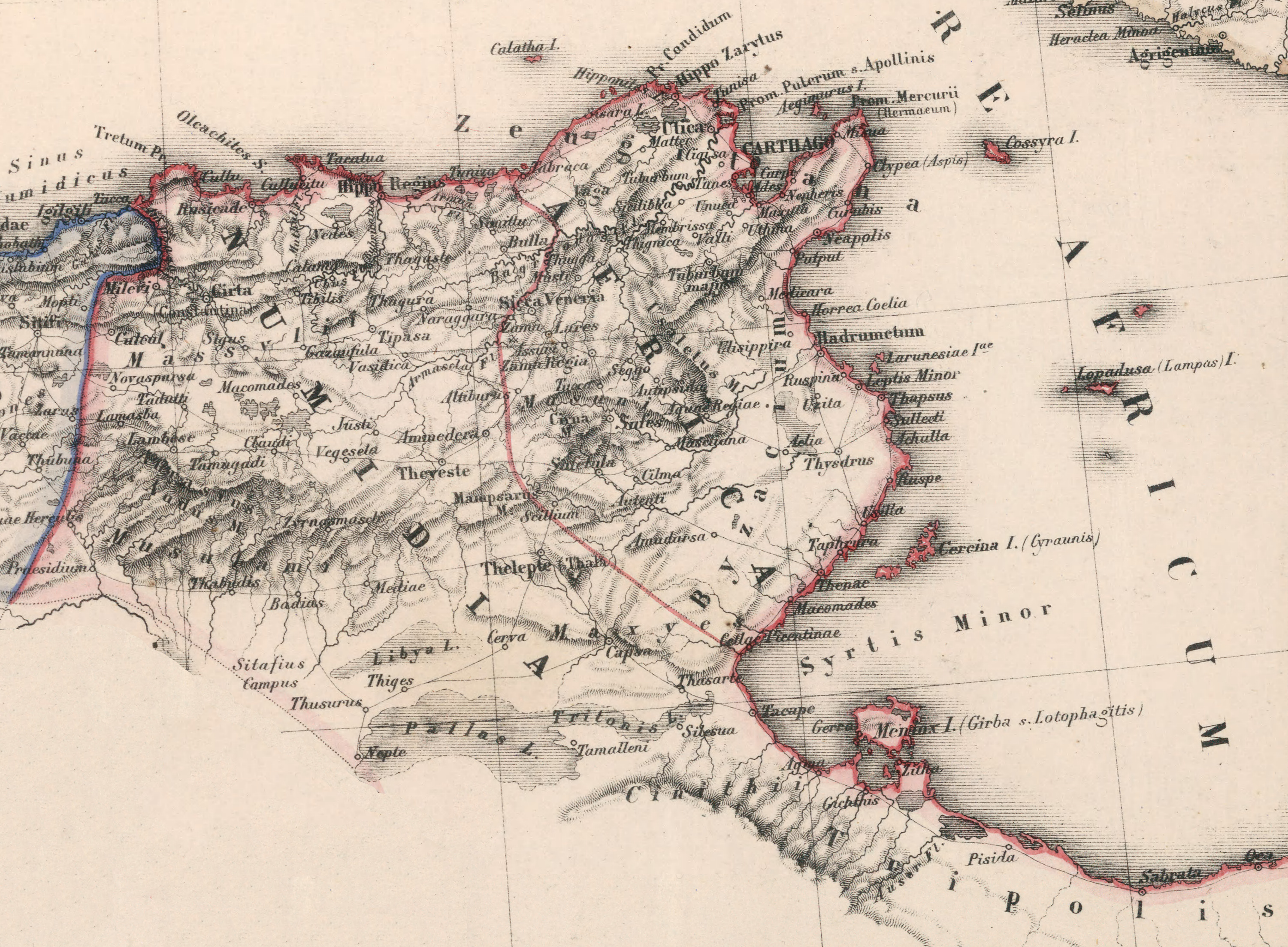
Àfrica romana, amb les províncies de Bizacena, Zeugitana i Numídia.

Mentrestant, els amazics havien envaït la Bizacena, derrotant la guarnició bizantina local i matant els seus comandants, Aigan i Rufí. Després que les sol·licituds diplomàtiques durant l'hivern fracassessin, i amb les seves forces reforçades, uns 18.000 homes (segons les estimacions de Charles Diehl), a la primavera del 535 Salomó va conduir les seves tropes cap a la Bizacena. Els amazics, dirigits pels seus caps Cutzines, Esdilases, Jurfutes i Medisinises, havien acampat en un lloc anomenat Mammes. Salomó els va atacar allà i els va derrotar a la batalla de Mammes.  L'exèrcit imperial va tornar a Cartago, però van arribar notícies que els amazics havien rebut reforços i havien tornat a atacar i envair la Bizacena. Salomó va marxar immediatament i els va trobar al mont Burgaó, on els amazics havien erigit un campament fortificat i esperaven el seu atac. A la batalla de Burgaó, Salomó va dividir les seves forces i va enviar 1.000 homes a atacar els amazics per darrere, aconseguint una victòria decisiva. Els rebels es van trencar i es van dispersar, patint grans baixes. Els que van sobreviure van fugir a Numídia, on es van unir a les forces de Iaudes, el rei del Regne de l'Aurès. Amb la Bizacena assegurada, i instat pels seus propis aliats amazics Massones i Ortees, Salomó es va dirigir ara cap a Numídia. Va avançar amb cautela cap a l'Aurès i va desafiar Iaudes a una batalla, però després de tres dies, desconfiant de la lleialtat dels seus aliats, Salomó va retornar el seu exèrcit a les planes. Va deixar part de l'exèrcit per vigilar els rebels i va establir una sèrie de llocs fortificats al llarg de les carreteres que unien Bizacena amb Numídia. Salomó va passar l'hivern preparant una nova expedició contra el Regne de l'Aurès i també contra Sardenya, però els seus plans van ser interromputs per un important motí de l'exèrcit a la primavera del 536.
El motí va ser motivada per la insatisfacció d'alguns dels soldats, que havien pres esposes vàndales, amb Salomó. Els soldats van exigir que les propietats que abans havien estat de les seves esposes fossin seves, però Salomó es va negar, ja que aquesta terra havia estat confiscada per decret imperial. Un primer complot per assassinar Salomó a Pasqua va fracassar i els conspiradors van fugir al camp, però aviat va esclatar una rebel·lió oberta també entre l'exèrcit de Cartago. Els soldats van aclamar un dels subalterns de Salomó, Teodor, com a líder, i van començar a saquejar la ciutat. Salomó va aconseguir refugiar-se en una església i, a l'empara de la nit, amb l'ajuda de Teodor, va sortir de la ciutat en vaixell cap a Missua, acompanyat, entre d'altres, per l'historiador Procopi. Des d'allà, Salomó i Procopi van navegar cap a Sicília, que acabava de ser conquerida per Belisari, mentre que el lloctinent de Salomó, Martí, va ser enviat a intentar arribar a les tropes de Numídia, i Teodor va rebre instruccions de mantenir Cartago.   En sentir parlar del motí, Belisari, amb Salomó i 100 homes escollits, va salpar cap a l'Àfrica. Cartago estava sent assetjada per 9.000 rebels, inclosos molts vàndals, sota el comandament d'un tal Estotzes, que havia pres el lideratge de la sublevació un cop Teodor havia tornat a l'obediència imperial. Teodor estava contemplant la capitulació quan va aparèixer Belisari. La notícia de l'arribada del famós general va ser suficient perquè els rebels abandonessin el setge i es retiressin cap a l'oest. Belisari els va perseguir immediatament i els va derrotar a la batalla del riu Bàgrades. El gruix dels rebels, però, va poder fugir i va continuar marxant cap a Numídia, on les guarnicions locals van decidir unir-s'hi. El mateix Belisari es va veure obligat a tornar a Itàlia a causa dels problemes que hi havia allà, i l'emperador Justinià va nomenar el seu cosí Germà com a magister militum per afrontar la crisi. Salomó va tornar a Constantinoble.  

### Segon mandat a l'Àfrica

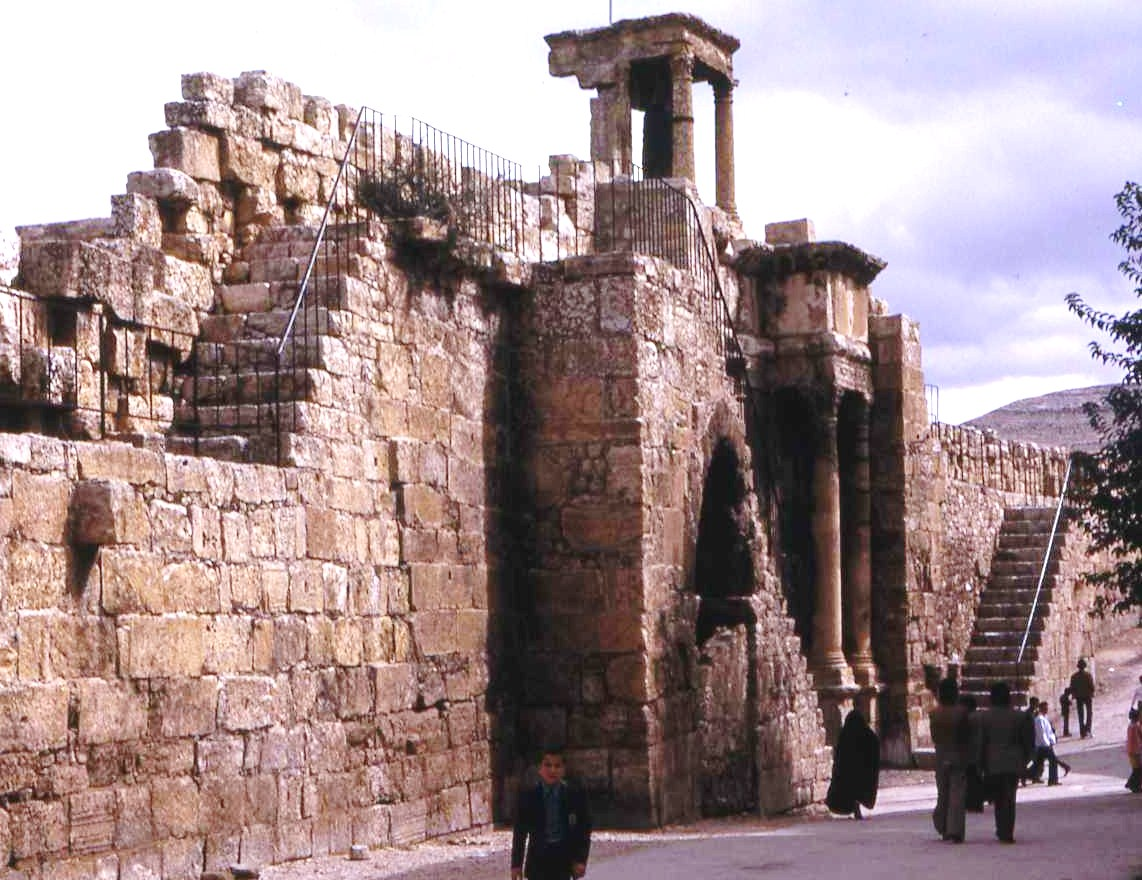
Ruïnes de les muralles romanes de Tebessa, un dels molts llocs restaurats i fortificats sota Salomó.

Germà va aconseguir guanyar-se la confiança de molts soldats, restablir la disciplina i derrotar els amotinats a la batalla de les Escales Velles el 537. Amb el control imperial sobre l'exèrcit restaurat, Salomó va ser enviat de tornada a l'Àfrica per substituir Germà el 539, combinant de nou en la seva persona els càrrecs de magister militum i prefecte del pretori (mentre tant, també havia estat elevat al rang de patrici i nomenat cònsol honorari).  Salomó va reforçar encara més el seu control de l'exèrcit desfent-se dels soldats poc fiables i enviant-los amb Belisari a Itàlia o a l'Orient; expulsant tots els vàndals que quedaven a la província; i iniciant un programa massiu de fortificació a tota la regió. 
 
El 540, Salomó va dirigir de nou el seu exèrcit contra el Regne de l'Aurès. Inicialment, els amazics van atacar i assetjar l'avantguarda bizantina, dirigida per Guntaric, al seu campament de Bagai, però Salomó amb el cos principal exèrcit va acudir al rescat. Els amazics van haver d'abandonar l'atac i es van retirar a Babosis, als peus de l'Aurès, on van acampar. Salomó els va atacar allà i els va derrotar. Els amazics supervivents van fugir cap al sud, a l'interior de l'Aurès, o cap a l'oest, a Mauretània, però el seu líder Iaudes va buscar refugi a la fortalesa de Zerboule. Salomó i les seves tropes van saquejar les fèrtils planes al voltant de Timgad, recollint la rica collita per a ells mateixos, abans de passar a Zerboulé. Un cop allà, van trobar que Iaudes havia desaparegut, després d'haver fugit a la remota fortalesa de Toumar. Els bizantins van avançar per assetjar Toumar, però el setge va resultar problemàtic a causa del terreny àrid i, en particular, per la manca d'aigua. Mentre Salomó considerava la millor manera d'atacar la fortalesa inaccessible, una petita escaramussa entre les dues forces va anar augmentant gradualment fins a convertir-se en una batalla a gran escala i confusa, a mesura que s'hi unien més i més soldats d'ambdós bàndols. Els romans en van sortir victoriosos, mentre que els amazics van fugir del camp de batalla. Poc després, els romans també van capturar el fort de l'anomenada "Roca de Geminianus", on Iaudes havia enviat les seves esposes i el seu tresor.  Aquesta victòria va donar a Salomó el control de l'Aurès, on va construir diverses fortaleses. Amb aquest territori assegurat, es va establir un control imperial efectiu a les províncies de Numídia i Mauritània Sitifense. Ajudat pel tresor capturat de Iaudes, Salomó va ampliar el seu programa de fortificació en aquestes dues províncies: unes dues dotzenes d'inscripcions que testimonien la seva activitat constructora sobreviuen a la zona. La rebel·lió amazic semblava derrotada definitivament, i els cronistes contemporanis són unànimes a l'hora de declarar els següents anys com una època daurada de pau i prosperitat. 
En paraules de Procopi, «tots els libis que eren súbdits dels romans, en arribar a gaudir d'una pau segura i en trobar el govern de Salomó savi i molt moderat, i sense tenir ja cap pensament d'hostilitat a la ment, semblaven els més afortunats de tots els homes». El seu programa de restauració va arribar com a mínim fins a Djeddar al sud de Tiaret; fonts àrabs medievals registren que el califa fatimita al-Mansur bi-Nasr Allah (r. 946–953) hi va trobar una inscripció que commemorava la repressió per part de Salomó d'una revolta dels amazics locals, possiblement referint-se al regne mauroromà de Mastiges. Aquesta expedició va estendre una vegada més el domini romà a l'interior del que abans era la província de Mauritània Cesariense, però evidentment va ser de curta durada: pocs anys després de la mort de Salomó, el domini romà al Magrib central es va reduir a les costes. 

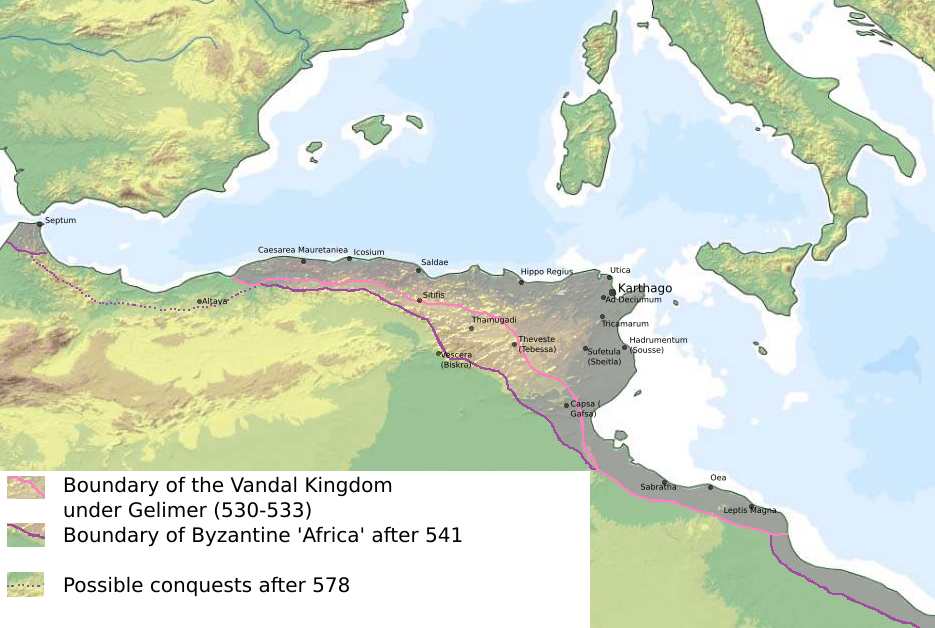
Mapa de la restauració imperial parcial al nord d'Àfrica fins al 541

Aquesta tranquil·litat va durar fins al 542/3, quan la gran pesta va arribar a l'Àfrica i va causar moltes baixes, especialment entre els membres de l'exèrcit. A més, a principis del 543 els amazics de Bizacena van tornar a estar inquiets. Salomó va executar el germà del cap Antales, a qui considerava responsable dels disturbis, i va cessar els subsidis atorgats al mateix, alienant el poderós i fins aleshores lleial cap. Al mateix temps, Sergi, nebot de Salomó, recentment nomenat governador de Tripolitana, com a mostra de gratitud de l'emperador Justinià (juntament amb el seu germà Cir a la Pentàpolis), va provocar l'esclat d'hostilitats amb la confederació tribal dels Laguatan quan els seus homes van matar 80 dels seus líders en un banquet. Tot i que en una batalla posterior prop de Leptis Magna va obtenir la victòria, a principis del 544 Sergi es va veure obligat a viatjar a Cartago i demanar ajuda al seu oncle, degut a l'empitjorament de la situació.  La rebel·lió es va estendre ràpidament des de Tripolitana fins a Bizacena, on Antales s'hi va unir. Acompanyat pels seus tres nebots, Salomó va marxar contra els amazics quan es van reunir, i es va trobar amb ells prop de Tebessa. Les accions diplomàtiques d'última hora amb el Laguatan van fracassar, i els dos exèrcits es van enfrontar a Cíl·lium, a la frontera entre Numídia i Bizacena. A la batalla de Cíl·lium, l'exèrcit imperial estava dividit per la desunió, amb molts soldats que es negaven a lluitar o ho feien només de mala gana. El poeta contemporani Corip fins i tot va acusar al dux de Numídia, Guntaric, de traïció, al·legant que es va retirar de la línia amb les seves tropes, provocant una retirada general i desordenada dels romans. Salomó i el seu contingent van mantenir la seva posició i van resistir, però finalment es van veure obligats a retirar-se. El cavall de Salomó va ensopegar i va caure en un barranc, ferint el seu genet. Amb l'ajuda dels seus guàrdies, Salomó va tornar a muntar, però van ser ràpidament derrotats i morts.
Salomó va ser succeït pel seu nebot Sergi, que va resultar completament inadequat a l'hora de fer front a la situació. Els amazics van iniciar una revolta general i van infligir una severa derrota als romans a la batalla de Tàcia el 545. Sergi va ser cridat a la capital, mentre que l'exèrcit es va amotinar de nou, aquesta vegada sota el comandament del dux Guntaric, que va capturar Cartago i s'hi va instal·lar com a governant independent. La seva usurpació no va durar gaire, ja que va ser assassinat per Artàban, però no va ser fins a l'arribada de Joan Troglita a finals del 546 i les seves campanyes posteriors que la província va ser pacificada i tornada sota el control imperial.